# Мери Рајс
Мери Рајс је параолимпијска атлетичарка из Ирске која се такмичи углавном у спринтерским дисциплинама категорије Т34.
Рајсов син Нејтан такмичи се у тенису за особе са инвалидитетом. Њена сестра Шерон Рајс је такође параолимпијска атлетичарка.

## Каријера
Мери је учествовала на Параолимпијским играма у два наврата, прво 1996. , а затим поново 2000. године .
На играма 1996. такмичила се на 100 и 200 метара и освојила бронзу на 200 метара. У својим другим партијама освојила је сребро на 400 метара, као и на 200 метара и бацању диска. Мери је првобитно освојила бронзану  медаљу у трци на 400 метара, али је надограђена на сребро након што је Дебора Бренан дисквалификована.